# Daniel Dae Kim
Daniel Dae Kim (født 4. august 1968 i Busan, Sydkorea) er en koreansk-amerikansk skuespiller, bedst kendt for sin rolle som Jin-Soo Kwon i Lost.
I perioden hvor han medvirkede til optagelserne af Lost-afsnittet "Ji Yeon" blev Daniel arresteret for spirituskørsel.

## Filmbiografi
| År   | Titel                   | Rolle           | Notater                 |
| ---- | ----------------------- | --------------- | ----------------------- |
| 2004 | Lost                    | Jin-Soo Kwon    | Tv-serie                |
| 2004 | Crash                   | Park            |                         |
| 2004 | Spider-Man 2            | Raymond         |                         |
| 2003 | Sin                     | Lakorn          |                         |
| 2003 | Ride or Die             | Miyako          |                         |
| 2003 | Hulk                    | Aide            |                         |
| 2003 | Tenchu: Wrath of Heaven | Rikimaru        | Stemme, engelsk versjon |
| 2003 | Cradle 2 the Grave      | Visiting Expert |                         |
| 2010 | Hawaii Five-0           | Chin Ho Kelly   |                         |
| 2019 | Hellboy                 | Ben Daimio      |                         |